# Anisotremus moricandi
Anisotremus moricandi é uma espécie de peixe da família Haemulidae.
Pode ser encontrada nos seguintes países: Brasil, Colômbia, Panamá e Venezuela.